# Vollmachtenregime
Der Begriff Vollmachtenregime wird in der Schweiz verwendet, um insbesondere Vollmachten der Bundesversammlung (beide Parlamentskammern) für den Bundesrat (Regierung) zu kennzeichnen. Sie ermöglichten durch die vorübergehend im Zweiten Weltkrieg auch eine die Verfassung aufhebende Gesetzgebung allein durch den Bundesrat. Auf Französisch wird es les pleins pouvoirs, auf italienisch pieni poteri genannt. Dieses extrakonstitutionelle, auch Staatsnotrecht genannte Verfahren, wurde wiederholt in Krisen-, Vorkriegs- und Kriegsjahren beschlossen bzw. angewendet. Als frühere Beispiele nennt das Historische Lexikon der Schweiz den Neuenburgerhandel (1856), den oberitalienischen Unabhängigkeitskrieg (1859), den Deutsch-Französischen Krieg (1870), den Ersten Weltkrieg (1914) und die Weltwirtschaftskrise (1936). Der Bundesbeschluss über Massnahmen zum Schutze des Landes und zur Aufrechterhaltung der Neutralität vom 30. August 1939 übertrug dem Bundesrat ausserordentliche – normalerweise nur dem Parlament zustehende – Befugnisse.
Mit dem Ausbruch des Ersten Weltkriegs legte der Bundesrat der Bundesversammlung einen Beschluss vor, der ihm «unbeschränkte Vollmacht» (Art. 3) zur Wahrung der Interessen der Schweiz einräumte. Es folgte eine noch nie dagewesene Machtkonzentration bei der Exekutive. Der Bundesrat erliess Notverordnungen, die Verfassungsrang beanspruchten, ohne die Mitwirkung des Volkes oder der Bundesversammlung. Er musste einzig dem Parlament Rechenschaft ablegen – eine Pflicht, der er nicht immer nachkam. Der Bundesrat erliess in den Jahren des Ersten Weltkriegs ca. 1'000 Notverordnungen, wobei ein Teil von den Departementen oder deren Abteilungen erlassen wurde. Hinzu kamen tausende Verfügungen, die die Bundesverwaltung erliess. Einzelne Abteilungen erhielten Strafbefugnisse, die nicht anfechtbar waren. Der Bundesrat erklärte die «authentische Interpretation» der Vollmachtenbeschlüsse, mit der er seine strafrechtliche Praxis rechtfertigte, für rückwirkend. In der Zwischenkriegszeit wurden insbesondere die Kommunikationsgrundrechte (Presse- und Meinungsäusserungsfreiheit) stark eingeschränkt, was das Bundesgericht wegen des politischen Drucks mittrug.
Einen Tag vor dem Überfall auf Polen 1939 legte der Bundesrat dem Parlament einen Beschluss «zum Schutze des Landes und der Aufrechterhaltung der Neutralität» vor. Wiederum wurden die demokratischen Mitbestimmungsrechte beinahe beseitigt. Nachdem der Bundesrat sich nach Ende des Ersten Weltkriegs an seine Macht geklammert hatte, zog die Bundesversammlung Lehren aus den begangenen Fehlern. Sie sprach nicht mehr von «unbeschränkter Vollmacht», sondern «erforderlichen Massnahmen». Der Bundesrat war dazu verpflichtet, Rechenschaft abzulegen, und die Bundesversammlung entschied über das Inkraftbleiben der Massnahmen.
Der Bundesrat stützte danach viele seiner Massnahmen darauf, z. B. die Einführung einer direkten Bundessteuer. Auch nach dem Krieg hielten Bundesrat und Bundesversammlung das Vollmachtenregime noch länger bei. Ab 1946 sammelten unterschiedliche Interessengruppen Unterschriften gegen dessen Fortsetzung. 1950 hob die Bundesversammlung insbesondere auf den politischen Druck durch die knapp angenommene Eidgenössische Volksinitiative «Rückkehr zur direkten Demokratie» hin das Vollmachtenregime zum Ende des Jahres 1952 vollständig auf. Nach wie vor enthält die Bundesverfassung der Schweiz keinen Notstandsartikel; das Gesetzgebungsverfahren wird in den Artikeln 143–173 geregelt.